# Lista de hinos do Brasil
- Hino Nacional do Brasil
- Hino à Bandeira
- Hino da Independência
- Hino da Proclamação da República

## Hinos dos Estados
| Bandeira | Estado              | Hino                        |
| -------- | ------------------- | --------------------------- |
|          | Acre                | Hino Acreano                |
|          | Alagoas             | Hino de Alagoas             |
|          | Amapá               | Canção do Amapá             |
|          | Amazonas            | Hino do Amazonas            |
|          | Bahia               | Hino da Bahia               |
|          | Ceará               | Hino do Ceará               |
|          | Distrito Federal    | Hino a Brasília             |
|          | Espírito Santo      | Hino do Espírito Santo      |
|          | Goiás               | Hino de Goiás               |
|          | Maranhão            | Hino do Maranhão            |
|          | Mato Grosso         | Hino de Mato Grosso         |
|          | Mato Grosso do Sul  | Hino de Mato Grosso do Sul  |
|          | Minas Gerais        | Hino de Minas Gerais        |
|          | Pará                | Hino do Pará                |
|          | Paraíba             | Hino da Paraíba             |
|          | Paraná              | Hino do Paraná              |
|          | Pernambuco          | Hino de Pernambuco          |
|          | Piauí               | Hino do Piauí               |
|          | Rio de Janeiro      | Hino 15 de Novembro         |
|          | Rio Grande do Norte | Hino do Rio Grande do Norte |
|          | Rio Grande do Sul   | Hino Rio-Grandense          |
|          | Rondônia            | Céus de Rondônia            |
|          | Roraima             | Hino de Roraima             |
|          | Santa Catarina      | Hino de Santa Catarina      |
|          | São Paulo           | Hino dos Bandeirantes       |
|          | Sergipe             | Hino de Sergipe             |
|          | Tocantins           | Hino do Tocantins           |